# Список пусковых участков и новых станций Казанского метрополитена
В этом списке приводятся все пусковые участки новых перегонов и/или новых станций Казанского метрополитена. Указаны только построенные участки, без строящихся и проектируемых.
| Линия  | Участок                          | Дата            | Станций | Длина (км) | Станций всего | Длина всего | Примечания |
| ------ | -------------------------------- | --------------- | ------- | ---------- | ------------- | ----------- | ---------- |
| Первая | Кремлёвская — Горки              | 27 августа 2005 | 5       | 6,8        | 5             | 6,8         |            |
| Первая | Горки — Проспект Победы          | 29 декабря 2008 | 1       | 1,6        | 6             | 8,4         |            |
| Первая | Кремлёвская — Козья Слобода      | 30 декабря 2010 | 1       | 2,6        | 7             | 11,0        |            |
| Первая | Козья Слобода — Авиастроительная | 9 мая 2013      | 3       | 4,8        | 10            | 15,8        |            |
| Первая | Проспект Победы — Дубравная      | 30 августа 2018 | 1       | 1,1        | 11            | 16,9        |            |